# Jürgen Grabowski
Jürgen Grabowski (Wiesbaden, 7 juli 1944 – aldaar, 10 maart 2022) was een Duitse voetballer die zijn gehele carrière uitkwam voor Eintracht Frankfurt. Doordat hij hier zo lang speelde wordt hij wel beschouwd als "Mister Eintracht", in zijn tijd was hij de absolute ster en leider op het veld. Ook speelde hij nog 44 wedstrijden voor het nationale elftal, hierin scoorde hij vijf doelpunten.

## Clubcarrière

### Jeugdjaren
Grabowski ging als zoon van een fabrieksarbeider naar de ondernemersschool om daar een vak te leren. Ondertussen was hij op zijn achtste begonnen met voetballen bij het plaatselijke SV 1919 Biebrich. Omdat deze club de jeugdploegen niet meer op de been kon houden, vertrok hij op zijn zestiende naar FV Biebrich 02 waar hij zich opwerkte tot amateur-international. Vervolgens werd hij in 1965 aangetrokken door Eintracht Frankfurt, dat destijds onder leiding stond van oud-bondscoach van Oranje Elek Schwartz.

### Eintracht Frankfurt
De coach was meteen een fan van hem en liet hem al snel debuteren tegen het Hamburger SV van Uwe Seeler, de partij werd gewonnen met 2-0. Hoewel hij hier eerst begint als rechtsbuiten, blijkt het na verloop van tijd dat hij te goed is voor deze positie en meer kwaliteiten bezit. Net zoals bij John van 't Schip, Gerald Vanenburg en Ruud Gullit, die ook allen als buitenspelers begonnen, komt hij beter tot zijn recht op het middenveld. Uiteindelijk groeit hij hier uit tot de absolute vedette. Ondanks dat hij er niet uitzag als een leider met zijn smalle gezicht, vale haar en beroemde snor, bezat hij wel de capaciteiten om uit te groeien tot de grote ster van Eintracht.

### Europees succes
Enkele successen viert hij in 1974 en 1975 wanneer de DFB-Pokal wordt gewonnen, maar het absolute hoogtepunt is het binnenhalen van de UEFA Cup in 1980. Eintracht had destijds een sterk elftal met spelers als Grabowski, Bernd Hölzenbein, Bruno Pezzey en Cha Bum-kun (uitgeroepen tot beste Aziatische speler van de Eeuw). In de derde ronde was het team te sterk voor het Feyenoord van Wim Jansen; over twee wedstrijden werd er met 4-2 gewonnen. Daarna werd in de kwartfinale met TJ Zbrojovka Brno afgerekend, zodat in de halve finale het grote Bayern München moest worden verslagen. Ook dit lukte, na een verlenging werd er zelfs met 1-5 gewonnen. Eintracht bereikt de finale maar moest het daarin zonder Grabowski doen, in een competitiewedstrijd tegen Borussia Mönchengladbach raakte hij door een grove tackle van Lothar Matthäus zwaar geblesseerd. Vijftien jaar lang had Grabowski bij Eintracht gevoetbald, elf jaar daarvan mocht hij iedere wedstrijd als aanvoerder het veld betreden maar bij dit hoogtepunt moest hij vanaf de kantlijn toekijken. Uiteindelijk werd de finale, tegen uitgerekend Mönchengladbach waar Matthäus in de basis stond, wel gewonnen en Grabowski werd door het publiek in het eigen Frankfurter Waldstadion toegeroepen.
Door de ernst van de blessure speelde Grabowski op 13 november 1980 zijn laatste wedstrijd voor Eintracht. Tijdens dit afscheid nam het team het op tegen het Duitse WK-1974 elftal.

## Interlandloopbaan

### WK voetbal 1966
Slechts één jaar nadat Grabowski met professioneel voetballen was begonnen, werd hij al opgeroepen voor het Duitse elftal. Op 4 mei 1966 debuteerde hij tegen Ierland in Dublin, hij was nog maar 21 jaar oud. Een maand later kreeg hij te horen dat hij bij de selectie hoorde die zou afreizen naar Engeland om daar deel te nemen aan het WK voetbal 1966. Duitsland eindigde op dit toernooi als tweede maar de middenvelder kwam geen minuut in actie.

### WK voetbal 1970
Vier jaar later, tijdens het WK voetbal 1970 in Mexico, kon Grabowski nog steeds niet rekenen op een basisplaats maar viel hij wel een paar keer sterk in. Hij maakt een goede indruk zodat hij in de halve finale tegen Italië wel vanaf de eerste minuut mag beginnen. Deze wedstrijd wordt met 4-3 verloren maar het toernooi betekent wel de definitieve doorbraak van Jürgen Grabowski. Als linksbuiten krijgt hij na afloop de titel "beste wisselspeler ter wereld" toegewezen. Dit kwam vooral omdat hij iedere wedstrijd werd gewisseld maar zich het spel toch snel eigen maakte. In dat geval kon hij vaak voor enkele beslissende impulsen zorgen, waardoor hij tijdens het toernooi een van de beste spelers aan Duitse kant was.

### WK voetbal 1974
Op het WK voetbal 1974 in eigen land heeft "Grabi", ondanks zijn zwakke spel tijdens de kwalificatie, wel een basisplaats. Tegen Chili en Australië wordt er niet fantastisch gespeeld, toch worden beide wedstrijden gewonnen. In de derde wedstrijd tegen Oost-Duitsland gaat het echter mis, er wordt met 1-0 verloren en Grabowski wordt als zondebok aangewezen. Vandaar dat in de volgende wedstrijd tegen Joegoslavië, Grabowski niet wordt opgesteld en op de tribune plaats moet nemen. Herbert Wimmer neemt zijn plaats in het elftal in en er wordt met 2-0 gewonnen. Wimmer blesseert zich echter zodat Grabowski in de wedstrijd tegen Zweden weer op de bank zit. De Duitsers leggen een dramatische wedstrijd op de mat, vandaar dat Grabowski op de "Mexico-achtige" manier weer als wisselspeler wordt ingebracht. Hij is zijn speciale rol nog niet verleerd en past zich moeiteloos aan, dit resulteert in de belangrijke 3-2 die hij zelf binnen schiet. Hij wordt betiteld als de man van de wedstrijd en wint daarmee zijn basisplaats terug. In de halve finale tegen Polen en in de finale tegen Nederland behoort hij tot de beste spelers aan Duitse kant. Op 7 juli 1974, de dag van de finale, werd Grabowski 30 jaar en wereldkampioen. Daarnaast speelde hij op die datum zijn 44e en laatste interland.

## Nevencarrière
Na zijn actieve carrière speelde Grabowski nog vaak een wedstrijd samen met Duitse oud-internationals. Tevens was hij bezig met een grootschalig plan om veertien-, vijftien- en zestienjarigen te trainen met behulp van al zijn ervaring. Ook zat hij in het bestuur van zijn club Eintracht Frankfurt en bezat hij een eigen verzekeringsbedrijf. Hij trad tweemaal op als interim-coach bij Eintracht Frankfurt.
Hij overleed op 77-jarige leeftijd.

## Erelijst
Eintracht Frankfurt
- UEFA Cup: 1979/80
- DFB-Pokal: 1973/74, 1974/75

 West-Duitsland
- Wereldkampioenschap voetbal: 1974
- Europees kampioenschap voetbal: 1972

Individueel
- kicker Bundesliga Ploeg van het Seizoen: 1966/67, 1969/70, 1970/71, 1971/72, 1972/73, 1973/74, 1974/75, 1977/78

## Trivia
- Vanwege de succesvolle carrière van Grabowski bij Eintracht Frankfurt, is er door de band Tankard het lied "Schwarz-Weiß Wie Schnee" (zwart-wit als sneeuw) geschreven waarin zijn prestaties worden geëerd: "Wir haben die Eintracht im Endspiel geseh’n, mit dem Jürgen, mit dem Jürgen Sie spielte so gut und sie spielte so schön mit dem Jürgen Grabowski Schwarz-Weiß wie Schnee, das ist die SGE Wir holen den DFB-Pokal (oder "U-UEFA-Cup") und wir werden Deutscher Meister, Meister Schwarz-Weiß wie Schnee, das ist die SGE Wir holen den DFB-Pokal (oder "U-UEFA-Cup") und wir werden Deutscher Meister"
- In 1970 was er serieuze interesse van Feyenoord voor Grabowski. De club uit Rotterdam had zich dat jaar tot wereldkampioen gekroond door het behalen van de Wereldbeker. Er was ook interesse van meerdere Bundesligaclubs maar die konden waarschijnlijk niet hetzelfde geld op tafel leggen als Feyenoord. Grabowski had ook wel interesse, zijn contract bevatte geen clausules zodat hij aan het einde van het seizoen alle aanbiedingen rustig naast elkaar kon leggen. Toch kwam hij niet, de reden daarvoor was een vriendschappelijke wedstrijd tussen Feyenoord en Eintracht Frankfurt. De spelers van Feyenoord hadden lucht gekregen van de interesse in de Duitser, de komst van Grabowski zou Henk Wery zijn basisplaats kosten. Wery was geen grootse speler maar kon wel een aardig balletje trappen en bovendien vond men hem een sympathieke vent. Grabowski mocht van de spelers lekker in Duitsland blijven voetballen, om daarvoor te zorgen werd hij tijdens de vriendschappelijke wedstrijd constant geïrriteerd door Rinus Israël, Theo Laseroms en Willem van Hanegem. Mister Eintracht besloot daarop zijn contract maar te verlengen bij de club uit Frankfurt.

1 Maier ·
2 Höttges ·
3 Breitner ·
4 Schwarzenbeck ·
5 Beckenbauer  ·
6 Wimmer ·
7 Grabowski ·
8 Hoeneß ·
9 Heynckes ·
10 Netzer ·
11 E. Kremers ·
13 Müller ·
14 Vogts ·
15 Bonhof ·
16 Bella ·
17 Löhr ·
18 Köppel ·
22 Kleff ·
Coach: Schön
1 Maier ·
2 Vogts ·
3 Breitner ·
4 Schwarzenbeck ·
5 Beckenbauer  ·
6 Höttges ·
7 Wimmer ·
8 Cullman ·
9 Grabowski ·
10 Netzer ·
11 Heynckes ·
12 Overath ·
13 Müller ·
14 Hoeneß ·
15 Flohe ·
16 Bonhof ·
17 Hölzenbein ·
18 Herzog ·
19 Kapellmann ·
20 Kremers ·
21 Nigbur ·
22 Kleff ·
Coach: Schön